# Philipp Rincker

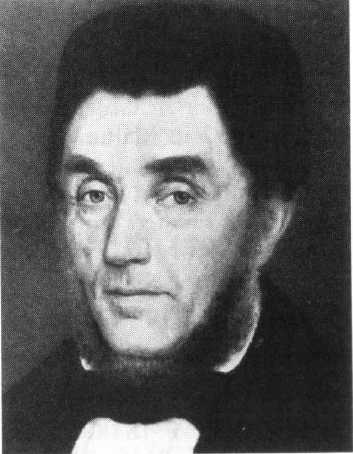
Philipp Rincker

Philipp Heinrich Rincker (* 12. Januar 1795 in Aßlar; † 2. Mai 1868 in Sinn) war Glockengießer und nassauischer Politiker.

## Leben
Philipp Rincker war der Sohn des Glockengießers Justus Wilhelm Rincker (* 1771 in Leun als Sohn des Glockengießers Wilhelm Heinrich Rincker; † nach dem 25. März 1752) und dessen Frau Elisabeth geborene Antoni (Heirat am 25. März 1894, † nach dem 25. März 1852). Er war evangelischer Konfession und heiratete am 2. März 1817 in Oberroßbach Elisabeth geborene Treupel, die Tochter von Daniel Treupel, dem Besitzer der Sinner Hütte und dessen Frau Anna Margarethe geborene Thielmann.
Er ließ sich 1817 in Sinn nieder und gründete dort eine Glockengießerei, die unter dem Namen Glocken- und Kunstgießerei Rincker heute noch besteht. Unter anderem stammt die 3,2 t schwere Bürgerglocke der Liebfrauenkirche in Frankenberg an der Eder aus dem Jahr 1837 von ihm.

## Politik
Philipp Rincker wurde 1858 im Wahlbezirk II (Herborn) in die Zweite Kammer der Landstände des Herzogtums Nassau gewählt. Er legte sein Mandat jedoch nieder und es wurde in einer Nachwahl Johannes Knapp als Abgeordneter im Wahlkreis gewählt.